# MTV Video Music Awards/Best Stage Performance in a Video
Der MTV Video Music Award for Best Stage Performance in a Video wurde mit der Erstverleihung der MTV Video Music Awards 1984 eingeführt. Er wurde bis 1989 vergeben. vergeben wurde der Award an Videos, die vor allem eine Live-Performance des Künstlers zeigen beziehungsweise solche, die bei einem Konzert mitgeschnitten wurden.

## Übersicht
| Award | Jahr | Preisträger                      | für das Video       | Nominierungen |
| ----- | ---- | -------------------------------- | ------------------- | --- |
| 1.    | 1984 | Van Halen                        | Jump                | - David Bowie – Modern Love - Duran Duran – The Reflex - Bette Midler – Beast of Burden - The Pretenders – Middle of the Road                                                                 |
| 2.    | 1985 | Bruce Springsteen                | Dancing in the Dark | - David Bowie – Blue Jean (live) - Eurythmics – Would I Lie to You? - Talking Heads – Once in a Lifetime (live) - Tina Turner – Better Be Good to Me                                          |
| 3.    | 1986 | Bryan Adams and Tina Turner      | It’s Only Love      | - Dire Straits – Money for Nothing - Huey Lewis and the News – The Power of Love - Robert Palmer – Addicted to Love - Pete Townshend – Face the Face                                          |
| 4.    | 1987 | Bon Jovi                         | Livin' on a Prayer  | - Bon Jovi – You Give Love a Bad Name - Run-D.M.C. – Walk This Way - Bruce Springsteen and the E Street Band – Born to Run - Bruce Springsteen and the E Street Band – War                    |
| 5.    | 1988 | Prince (featuring Sheena Easton) | U Got the Look      | - Aerosmith – Dude (Looks Like a Lady) - Grateful Dead – Touch of Grey - Elton John – Candle in the Wind (live) - Roy Orbison – Oh, Pretty Woman (live) - U2 – Where the Streets Have No Name |
| 6.    | 1989 | Living Colour                    | Cult of Personality | - Bobby Brown – My Prerogative - Def Leppard – Pour Some Sugar on Me - Guns N’ Roses – Paradise City                                                                                          |